# 가이턴 그랜틀리

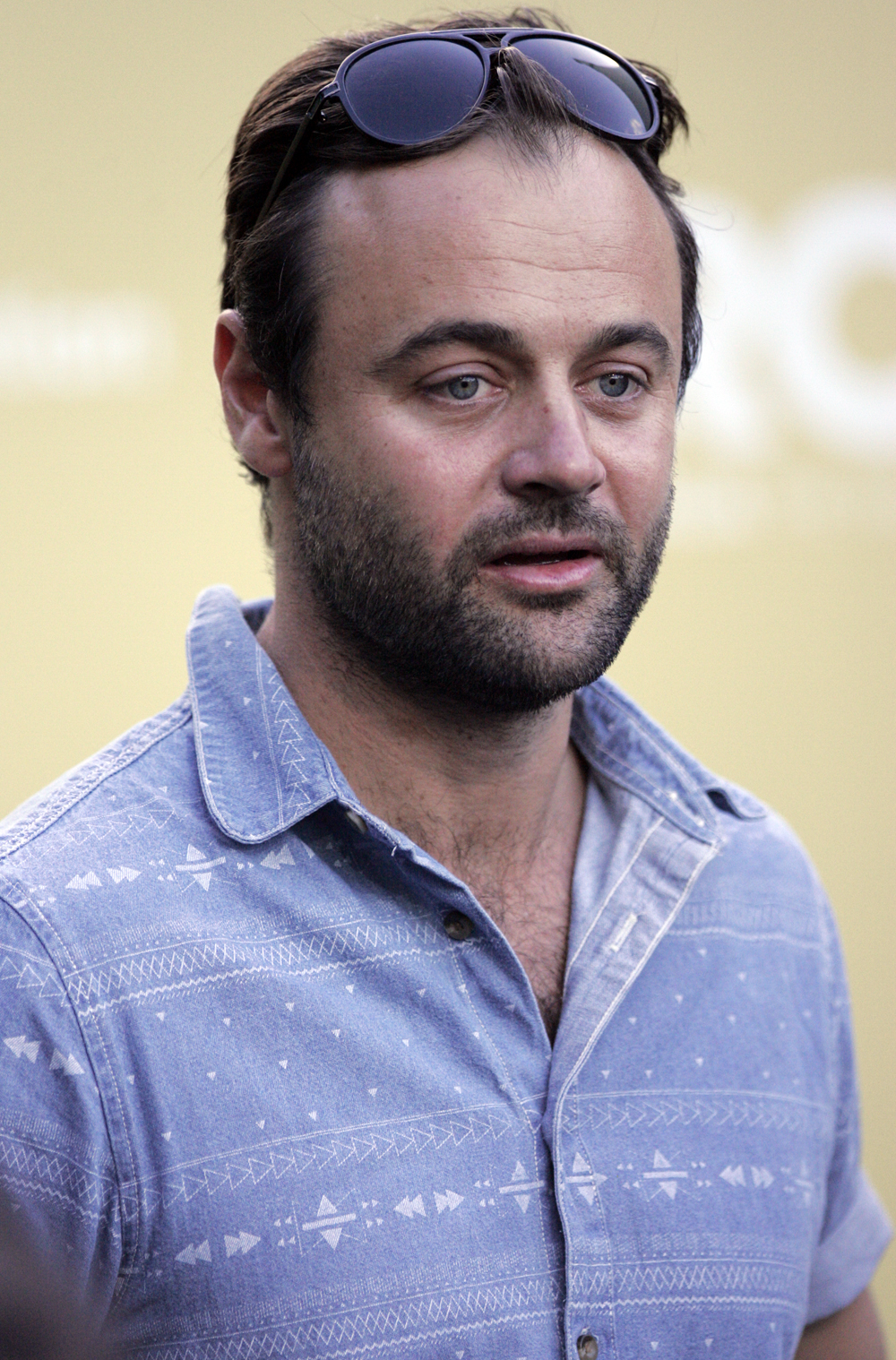

가이턴 그랜틀리(Gyton Grantley, 1980년 7월 1일 ~ )는 오스트레일리아의 배우이다.
브리즈번에서 태어났다.

## 출연 작품
- 돈 텔 (2017년)
- 스파게티 (2015년)
- 드레스메이커 (2015년) - 바니 역
- 더 포가튼 맨 (2011년)
- 비니스 힐 60 (2010년) - 노먼 모리스 역
- 더 리프 (2010년) - 맷 역
- 발리보 (2009년)
- 프라임 무버 (2009년)
- 어 맨스 고터 두 (2004년)
- Under the Radar (2004) - 트렌트 역
- 인어 자매 이야기 (2003년)
- 더 높은 곳을 향하여 (2003년)
- 대니 덱체어 (2003년)

### 텔레비전
- 홈 앤 어웨이 (2007) - 제임스 돌턴 역
- 마피아 10년 전쟁 (2008, Underbelly)